# Eisschild

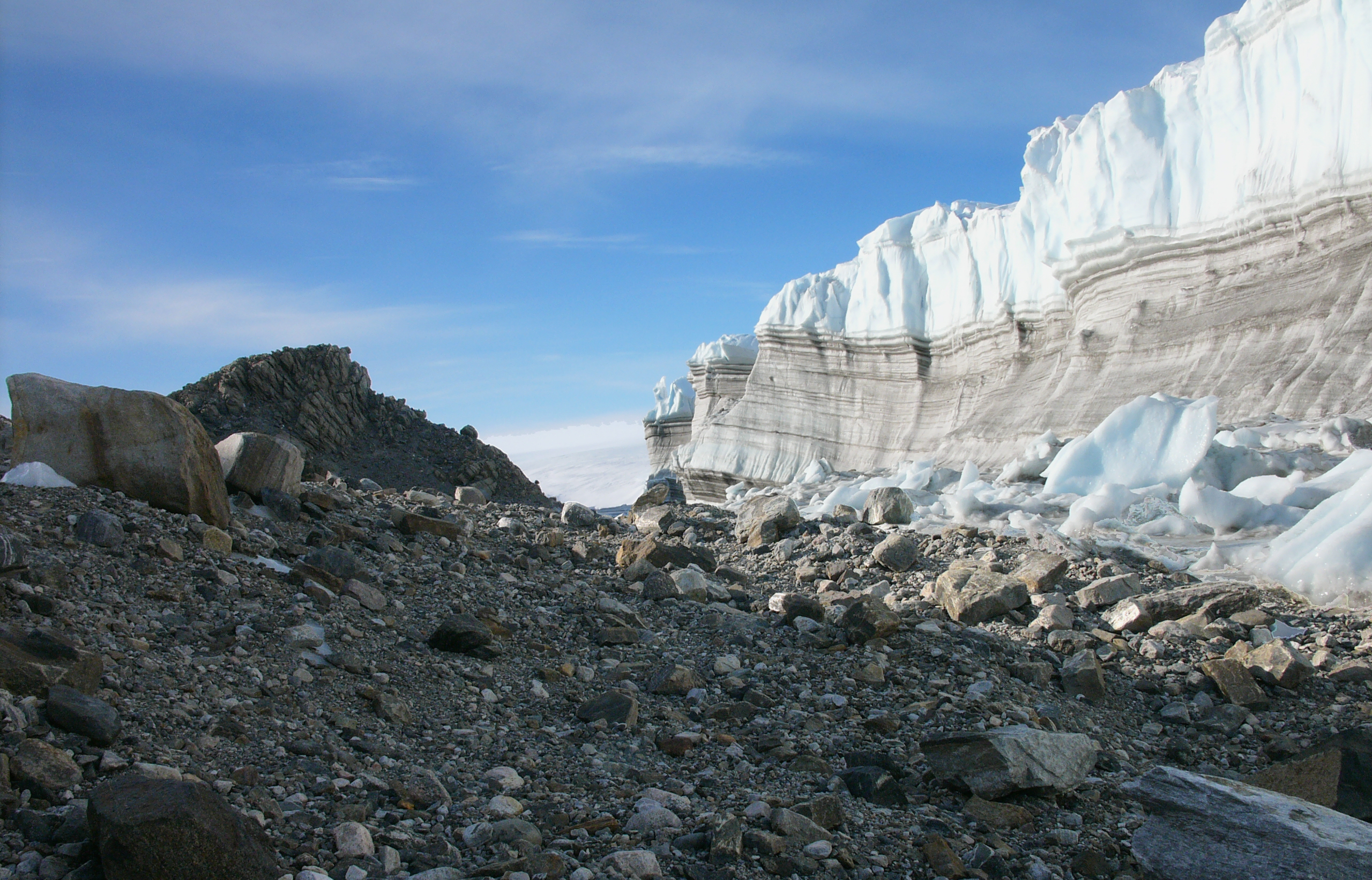
Eiskante des antarktischen Eisschildes auf der Mather-Halbinsel in der Prydz Bay. Im Eis sind Sedimentlagen eingeschlossen, davor ist Moränenmaterial abgelagert.

Als Eisschild, auch Eiskalotte oder Inlandeis, wird eine ausgedehnte Vergletscherung kontinentalen Ausmaßes bezeichnet, die aufgrund ihrer Mächtigkeit das Untergrundrelief – bis auf einige herausragende Gipfel (Nunataks) – vollständig flächenhaft bedeckt und eine Ausdehnung von mehr als 50.000 km² hat; kleinere gleichartige Vergletscherungen werden Eiskappen genannt.
Eisschilde entstehen durch gefrorenen Niederschlag. Derzeit lagern in arktischen und antarktischen Eisschilden etwa zwei Drittel des Süßwassers der Erde.

## Verbreitung von Eisschilden

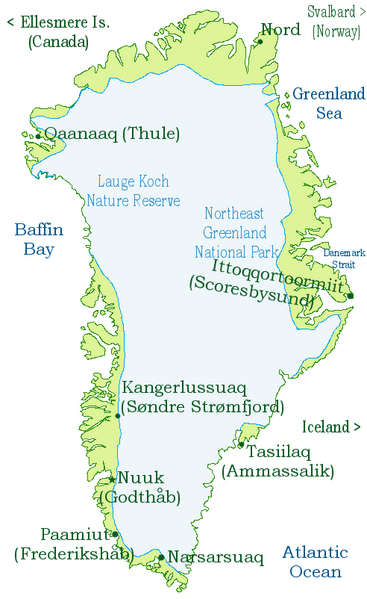
Eisschild auf Grönland

Gegenwärtig existieren auf der Erde nur zwei Eisschilde: jener der Antarktis und der Grönlands. Beide unterliegen den „Eiswüstenklimaten“ der polaren Klimazonen. Während der Eiszeiten, so im Letzten Glazialen Maximum (LGM) vor etwa 21.000 Jahren, bedeckten außerdem noch der Laurentidische und der Kordilleren-Eisschild große Teile Nordamerikas, der Fennoskandische Eisschild (auch als Skandinavisches Inlandeis bezeichnet) Nordeuropa, der angrenzende Barents-Kara-Eisschild Teile Nordasiens, sowie der Patagonische Eisschild den Süden Südamerikas. Die Existenz eines eiszeitlichen Tibetischen Eisschildes ist umstritten.
Ob Wasser fest und damit zu Eis wird, hängt von Temperatur und Druck ab. Der Gefrierpunkt reinen Wassers bei Normaldruck definiert den Nullpunkt der Celsiusskala 0 °C; gelöste Salze erniedrigen den Gefrierpunkt. Erstarrtes Wasser schmilzt bei höherem Druck schon bei Temperaturen unterhalb von 0 °C. An Stellen, wo der Druckschmelzpunkt erreicht wird, entsteht Schmelzwasser. An der Basis der Eisdecke wirkt es wie ein Schmierfilm, der dem Gefälle des Untergrundes folgende Eisbewegungen beschleunigt zu einem basalen Gleiten. Liegt die Eistemperatur nicht unter dem Druckschmelzpunkt, können sich deutlich schneller fließende Anteile im Eisschild bilden, die sogenannten Eisströme. Wegen des geothermischen Wärmeflusses sind die Eistemperaturen der aufliegenden unteren Schicht allgemein wärmer als die höheren.
Die heutigen Eisschilde sind geologisch verhältnismäßig jung. Der antarktische Eisschild formte sich zunächst im frühen Oligozän aus Eiskappen, die sich wiederholt ausdehnten und wieder zurückzogen, bis dann ab dem Pliozän fast die gesamte Antarktis eisbedeckt war. Der grönländische Eisschild bildete sich erst im späten Pliozän, einhergehend mit der ersten kontinentalen Vereisung (Eiszeit). Da dies relativ schnell geschah, wurden Fossilien von Pflanzen, die zuvor dort wuchsen, wesentlich besser konserviert als beim antarktischen Eisschild.

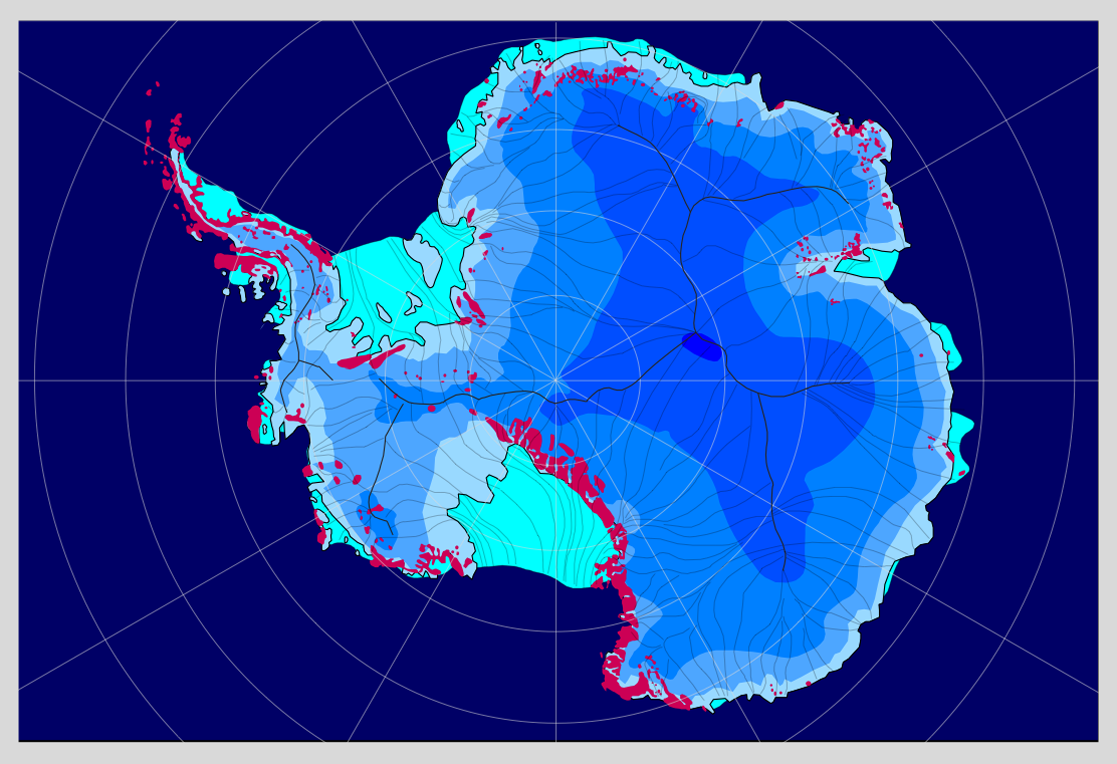
Ausdehnung und Struktur des antarktischen Eisschildes in einem Interglazial – dem heutigen Zustand vergleichbar
Legende:
rot – eisfreie Bereiche (2,8 %)
türkisfarben – Schelfeis
blau getönt – Eisschild nach Mächtigkeitsstufen (1000 m)

## Antarktischer Eisschild
Der antarktische Eisschild ist die größte einzelne Eismasse der Erde. Er bedeckt eine Fläche von etwa 14 Millionen km² und enthält rund 30 Millionen km³ Eis, etwa zehnmal so viel wie der Eisschild in Grönland. Im antarktischen Eisschild sind etwa zwei Drittel des gesamten Süßwasserbestandes der Erde gebunden, was rund dem Zwanzigfachen des Oberflächenwassers aller Seen, Flüsse und Sümpfe auf der Erdoberfläche entspricht. Bei vollständigem Abschmelzen würde sich ein globaler Meeresspiegelanstieg von rund 60 Metern ergeben. In der Ostantarktis liegt der Eisschild einer großen Landmasse über Meereshöhe auf. Der Untergrund des westantarktischen Eisschildes liegt dagegen teilweise bis zu 2500 m unter dem Meeresspiegel.
Der antarktische Eisschild ist derzeit fast vollständig von Schelfeis umgeben, das von den Eisströmen und Auslassgletschern des Eisschildes gespeist wird. Die größten Eisschelfe sind das Ross-Schelfeis, das Filchner-Rønne-Schelfeis, das Larsen-Schelfeis, das Amery-Schelfeis und das Riiser-Larsen-Schelfeis.
Unter dem antarktischen Eisschild ist an vielen Stellen aufgrund von Erdwärme, wegen Reibungswärme, infolge vulkanischer Tätigkeit und durch den Druck lastenden Eises – mit daher abgesenktem Gefrierpunkt – flüssiges Wasser zu finden, das sich in hunderten subglazialer Seen sammelt. Der größte bekannte ist der Wostoksee; im 2013 erbohrten Lake Whillans wurden Mikroorganismen gefunden, ebenso im Mercer Lake.

Eisabbruch am Inlandeis Grönlands bei Kangerlussuaq

## Grönländischer Eisschild
Der grönländische Eisschild bedeckt mit 1,7 Millionen km² etwa 82 Prozent der Landfläche von Grönland, hat ein Volumen von rund 3 Millionen km³ und würde bei vollständigem Abschmelzen einen globalen Meeresspiegelanstieg von etwa 7 Metern bewirken.

## Mögliche Auswirkungen der globalen Erwärmung
Im dritten Sachstandsbericht des IPCC von 2001 wurde für den antarktischen Eisschild eine Zunahme des Eisvolumens während des 21. Jahrhunderts prognostiziert als Folge der globalen Erwärmung. Hierbei wurde angenommen, dass der allgemeine Anstieg der jährlichen Durchschnittstemperatur bis dahin noch keine nennenswerte Verstärkung des Eisschmelzens in der sehr kalten Antarktis bewirken kann, jedoch die Schneefallmenge deutlich zunehmen wird. Messung mit den GRACE-Satelliten zeigten mittlerweile aber einen Eisverlust in der Antarktis, der in den Jahren zwischen 2002 und 2020 durchschnittlich bei jährlich etwa 150 Gigatonnen (km³) lag.
Der vergleichsweise wärmere Eisschild Grönlands verliert noch deutlicher an Volumen. Neuere Daten geben Hinweise, dass die Verluste der Eisschilde in Grönland und der Antarktis zwischen 1993 und 2003 sehr wahrscheinlich zu einem Anstieg des Meeresspiegels beigetragen haben. Nach Analyse der CryoSat-2-Daten von 2011 bis 2014 zur Bodenhöhe (Elevation) im Vergleich mit ICESat-Daten wird geschätzt, dass in Arktis und Antarktis jährlich insgesamt 503±103 km³ Eis verloren gingen, davon 375±24 km³ allein in Grönland. Demnach hätte sich der Eisverlust gegenüber dem Vergleichszeitraum 2003–2009 in Grönland verzweieinhalbfacht und in der Westantarktis verdreifacht. Die genaue Dynamik der Abschmelzungs- und begleitender Hebungsvorgänge kontinentaler Platten ist allerdings noch nicht hinreichend verstanden und Gegenstand weiterer Forschung. Eine andere Untersuchung lässt die Vermutung zu, dass durch die zusätzliche Wassermasse im Meer der Ozeanboden deformiert wird, sodass der Nettoanstieg des Meeresspiegels geringer ausfallen kann.